# Град (Дупљаја)
Град је археолошки вишеслојни локалитет који се налази 1,5км југозападно од места Дупљаја код Беле Цркве и простире се на површини од 7 ха. То је узвишена лесна тераса троугаоног облика која се са северозападне стране се стрмо спушта према долини реке Караш на којој је, у другој половини 19. века, кустос Националног музеја у Мађарској Ф. Ромер констатовао локалитет Дупљаја.
Локалитет је веома оштећен и врло мало истраживан. Прва сондажна ископавања почела су 1972. (4 сонде), а систематско археолошко истраживање 2001. године. Локалитет је вишеслојни, са културним слојевима од касног бронзаног доба до позног средњег века. Том приликом пронађена је керамика која припада ватинској културној групи, као и словенске некрополе из XI-XII века, када се на овом простору налазио средњовековни град Караш.
Са локалитета Град Дупљаја потичу двоја чувених култних колица од печене земље Дупљајска колица.

## Дупљајска колица
Дупљајска колица су назив за двоја колица која су откривена почетком 20. века у североисточном делу локалитета. Откривена су двоја колица од теракоте која припадају жутобрдској култури, средњег бронзаног доба. Једна колица су са три точка и поклопцем и у њих су упрегнуте патке. Друга имају само два точка. То су кола у виду двоколице, са примитивно приказаним божанством на њима.  На колицима су људске фигуре, са птичјим кљуном. Двоколица и божанство су орнаментисани. Фигуре су представљене са звонастом сукњом и накитом који је урезан. Декорација је рађена урезивањем, а орнаменти су геометријски (спирала, круг, шрафирани троугао).
Колица се налазе у Народном музеју у Београду, а друга у Вршачком музеју.

## Средњовековни град Караш
У средњем веку овде се налазио средњовековни град Караш,  био је средиште Мађарске током 12. века. Унутар града, опасаног сувим ровом, откривени су остаци цркве, велика остава мађарског и енглеског новца ( са око 1000 комада) с почетка XII века и неколико некропола у распону од 11. до 15. века.